# Budd RB Conestoga
Dimensions
Le Budd RB Conestoga est un avion-cargo américain conçu pour les besoins militaires pendant la Seconde Guerre mondiale. Bien qu'innovant par certains côtés, il présente d'assez mauvaises performances et n'est jamais utilisé en opération. Seuls 20 exemplaires sont construits, et le modèle connait une courte carrière dans le civil.

## Origine
Craignant une pénurie d'aluminium de qualité aéronautique, le Département de la Guerre veut que les constructeurs développent des avions, notamment de transport, utilisant d'autres matériaux. C'est ainsi qu'est lancé le Budd RB Conestoga : sa construction fait appel à l'acier inoxydable et il est développé par la société Budd, qui a recruté des ingénieurs aéronautiques pour l'occasion, étant jusque-là spécialisée dans le matériel routier et ferroviaire. L'avion est assemblé par soudure à l'arc, une technologie très rarement employés dans le monde aéronautique. En parallèle, est lancé le Curtiss-Wright C-76 Caravan, de capacité similaire, mais construit, lui, en bois. Le Budd RB Conestoga fait son premier vol le 31 octobre 1943. Ironiquement, alors que la pénurie d'aluminium tant redoutée ne s'est jamais concrétisée, l'approvisionnement en inox a posé de sérieuses difficultés et retardé la construction du prototype, ce qui a déjà considérablement diminué l'intérêt du projet.

## Difficultés
L'avion est innovant par certains aspects. Son train tricycle avant permet de garder le plancher de la cabine à l'horizontale, et il y a une rampe de chargement à l'arrière, ce qui permet de faciliter le chargement : un véhicule peut y entrer par ses propres moyens. En cela, le Conestoga est un précurseur des avions de transport militaires plus moderne. Le poste de pilotage se situe au-dessus de la cabine principale, ce qui permet de maximiser l'espace disponible pour la cargaison. Il peut décoller d'une piste de 200 mètres à vide, et de 280 mètres à pleine charge. Cependant, l'avion est sous motorisé (il a les mêmes moteurs que le DC-3, alors qu'il est nettement plus lourd) et très peu maniable. Ainsi, alors que 800 avaient été commandées, seulement 20 sont finalement produits, et ils ne rejoignent jamais le théâtre des opérations. Ils sont utilisés pendant quelques années par des opérateurs civils.

## Exemplaire préservé
Le seul avion survivant, en mauvais état, se trouve au Pima Air and Space Museum.